# Cesta Grand Hotel
Koordinaten: 47° 7′ 45,8″ N, 13° 8′ 16,4″ O
Das Hotel Europäischer Hof (bis März 2024: "Cesta Grand" und davor auch bereits Europäischer Hof) ist ein 4-Sterne-Superior-Hotel in Bad Gastein im Süden des Bundeslandes Salzburg.

## Geschichte
Das Hotel war ein 5-Sterne-Hotel. Die Betreiberin, die Thermal-Sport-Hotel Badgastein Gesellschaft m.b.H., war von ihrer Gründung im Jahre 1982 bis 2016 eine 100%ige Tochtergesellschaft der Nürnberger Versicherung. Das Hotel bietet Sport- und Freizeit- sowie Tagungseinrichtungen und war Veranstalter von Tennis- und Golfturnieren. Zum 1. Juni 2016 wurde das Hotel Europäischer Hof an einen neuen Eigentümer verkauft: Die Solution Holding GmbH, München; Betreiber ist Fidelity Hotels & Resorts. Aus dem 5-Sterne-Haus wurde ein 4-Sterne-Superior.

## Ausstattung und Angebot
Das Hotel hat eine Gesamtfläche von rund 63.000 m². Es verfügt über 111 Zimmer und Suiten mit Flächen zwischen 35 und 62 m² und insgesamt 222 Betten. Zudem gibt es auf einer Fläche von 5.600 m² Wellness-, Fitness- und Freizeiteinrichtungen, so unter anderem ein Thermalhallenbad. Zum dortigen Angebot gehören verschiedene medinische Behandlungen wie Heilbäder, Physiotherapie und Massagen.
Der Hotel bietet Platz für Tagungen und Konferenzen und gehört laut Österreichischem Industriemagazin zu den Top-100-Seminarhotels in Österreich. Das Unternehmen wurde mehrfach in Folge als bester Ausbildungsbetrieb im Land Salzburg ausgezeichnet.
In der Lobby stand eine lebensgroße Skulptur des Komponisten Franz Schubert, die von der Künstlerin Anna Chromy geschaffen und am 18. August 2009 enthüllt wurde. Seit 27. April 2017 hat die Statue in Prag ein neues Zuhause, genauer: im Garten der Akademie für Künste. Übergeben wurde sie von der Eigentümerin, die Stiftung Nürnberger Versicherung, bei einem feierlichen Akt an die öffentliche Hochschule.

## Sportveranstaltungen
Auf den hoteleigenen Sandtennisplätzen wurde ab 2007 jährlich das WTA-Damentennisturnier Nürnberger Gastein Ladies ausgetragen. Im März 2016 verlängerte der Hauptsponsor Nürnberger Versicherung den Vertrag nicht mehr. Das WTA-Turnier findet seit dem im schweizerischen Gstaad statt. Auf dem gegenüberliegenden 18-Loch-Platz des Golfclubs Gastein veranstaltete das Hotel 2013 einmalig das Eagles Golf Charity Turnier.